# بيتر سميث (لاعب كرة قدم بريطاني)
بيتر سميث (بالإنجليزية: Peter Smith)‏ (27 مايو 1935 - ) هو لاعب كرة قدم بريطاني في مركز الوسط. لعب مع نادي غيلينغهام.